# Будинок школи сліпих (Чернігів)
Будинок школи сліпих — пам'ятник історії виявлений у Чернігові. Наразі у будівлі розміщується Чернігівське музичне училище ім. Л. В. Ревуцького (корпус № 2).

## Історія
Наказом Головного управління культури туризму та охорони культурної спадщини Чернігівської обласної державної адміністрації від 24.10.2011 № 217 надано статус «знову виявлений пам'ятника історії» під охоронним № 8122. Будівля розташована у «комплексній охоронній зоні пам'яток історичного центру міста», за правилами забудови та використання території. Немає власної «території пам'ятника», не встановлено інформаційну дошку.

## Опис
Будинок збудований наприкінці ХІХ століття на Воздвиженській вулиці (зараз Князя Чорного) при примиканні Святославської вулиці (нині проспект Миру). Кам'яний, 2-поверховий будинок на високому цоколі, прямокутний у плані, з чотирисхилим дахом. Фасад симетричний, спрямований північний схід до проспекту Миру. Вікна 2-го поверху напівкруглі. Фасад має слабовиражені бічні ризаліти, які завершуються фронтонами.
Опіка над дітьми з особливими потребами набула розвитку в Російській імперії наприкінці ХІХ століття, де важливу роль відігравало «Опікунство імператриці Марії Олександрівни», створене 1881 року. Ідея Чернігівського відділення «Опікунства», як училища для сліпих, виникла 1891 року. Наступного року було придбано садибу Ясновського по вулиці Воздвиженській будинок № 7, що на розі зі Святославською вулицею (нині проспект Миру). Школа для сліпих у Чернігові була відкрита 10 січня 1893 року. Училище було розраховане на 30 дітей. У 1898 році тут проживало 18 хлопчиків та 11 дівчаток, у 1912 році — відповідно 22 та 9. При училищі діяла домова церква, а 1906 року в училищі було відкрито майстерню з виготовлення мотузок, які постачалися на єпархіальний завод свічок. Активна робота товариства отримала у 1900 році позитивні відгуки імператора Миколи ІІ та піклування імператриці Марії Олександрівни.
Під час Другої світової війни було зруйновано. У повоєнні роки: 1945 року будинок було відбудовано.
Наразі у будівлі розміщується Чернігівське музичне училище ім. Л. В. Ревуцького (корпус № 2).
Пам’ятка отримала пошкодження внаслідок російського ракетного обстрілу центру Чернігова 19 серпня 2023 року.